# LP 71-82
LP 71-82 är en ensam stjärna i den mellersta delen av stjärnbilden Draken. Den har en skenbar magnitud av ca 13,51 och kräver ett teleskop för att kunna observeras. Baserat på parallax enligt Gaia Data Release 3 på ca 128,3 mas, beräknas den befinna sig på ett avstånd på ca 25,4 ljusår (ca 7,8 parsek) från solen. Rörelsemässigt förmodas den tillhöra rörelsegruppen Ursa Major. En undersökning 2014 fann ingen följeslagare till LP 71-82.

## Egenskaper
LP 71-82 är en röd till orange stjärna i huvudserien av spektralklass M5.0 V och är en flarestjärna med stark aktivitet med åtminstone fyra flares observerade till 2019. Sådan aktivitet förväntas för en stjärna med en kort rotationsperiod på bara 6 timmar. Den har en massa som är ca 0,16 solmassor, en radie som är ca 0,20 solradier och har ca 0,0033 gånger solens utstrålning av energi från dess fotosfär vid en effektiv temperatur av ca 3 100 K.
Som en stjärna med låg massa är LP 71-82  helt konvektiv. Den har ett magnetfält i kromosfären i intervallet 3,8-4,7 kilogauss.